# Joe Cribb
Pour les articles homonymes, voir Cribb.
Joe Cribb est un numismate, spécialisé dans les monnaies asiatiques, et en particulier sur les monnaies de l'Empire Kushan. Ses catalogues de lingots d'argent chinois et de pièces rituelles d'Asie du Sud-Est ont été les premiers ouvrages détaillés sur ces sujets en anglais. Avec David Jongeward, il a publié un catalogue de pièces de monnaie Kushan, Kushano-Sasanian et Kidarite Hun dans l'American Numismatic Society New York en 2015.

## Carrière
Joe Cribb a étudié le latin, le grec et l'histoire ancienne au Queen Mary College de l'Université de Londres, obtenant son diplôme en 1970. Il est devenu assistant de recherche au Département des monnaies et médailles du British Museum. Il est ensuite devenu le gardien des pièces et des médailles (2003-2010), avant sa retraite en 2010. Son travail s'est d'abord concentré sur la collection de pièces chinoises, mais s'est ensuite étendu à d'autres aspects de la monnaie asiatique.
Pendant son temps au Musée, il a organisé une grande exposition Money: from Cowrie Shells to Credit Cards (1986), et développé la première galerie d'argent du musée. Il a également contribué à de nombreuses autres expositions et catalogues.
Cribb a une connaissance aïgue de toutes les monnaies asiatiques. Il a commencé à s'intéresser aux pièces de monnaie chinoises et a rédigé le premier catalogue en anglais sur les lingots d'argent chinois, puis s'est concentré sur les monnaies préislamiques de l'Inde, du Bangladesh, du Sri Lanka, du Pakistan, du Cachemire et de l'Afghanistan. Il est particulièrement réputé pour ses recherches sur les pièces de monnaie des rois Kushan de l'ancienne Asie du Sud et centrale (Ier au IVe siècle).
En parallèle de son travail au British Museum, Cribb a été président de la Royal Numismatic Society (de 2005 à 2009) et secrétaire général de l'Oriental Numismatic Society (de 2011 à 2018).
Il est également administrateur du Ditchling Museum, où son grand-père Joseph Cribb était sculpteur et coordinateur de la société Eric Gill.

## Distinctions et récompenses
Cribb a reçu le prix du Hirayama Silk Road Institute, Kamakura (1997), la médaille de la Royal Numismatic Society (1999) et la Huntington Medal de l'American Numismatic Society (2009). Un volume de documents en son honneur lui a été offert à sa retraite du British Museum.

## Publications
Une sélection de ses publications est donnée ci-dessous :
- (éd.) Money, from Cowrie Shells to Credit Cards, BM Press, Londres, 1986.
- (avec T. Francis) Money Fun Book, BM Press, Londres, 1986.
- (avec I. Carradice et B. Cook) The Coin Atlas, Londres, Macdonald, Londres, 1990.
- Eyewitness Guide: Money, Dorling Kindersley, Londres, 1990, (édition révisée, 2000).
- « Les origines de l'argent - preuves de l'ancien Proche-Orient et de l'Égypte », in G. Crapanzano (éd. ), La Banca Premonetale - Contributi culturale e storici intorno alle prime forme di transazione mentaria, Art Valley Association, Milan, 2004.
- « L'argent comme métaphore 1: L'argent est justice », dans Numismatic Chronicle, (2005), pp. 417–438, pl. 47, « 2: Money is Order », dans Numismatic Chronicle, (2006), pp. 494–516, pl. 83-96; « 3: L'argent c'est le temps », Numismatic Chronicle (2007), pp. 361–95, pls. 83–96; « 4: L'argent est le pouvoir », Numismatic Chronicle (2009) pp. 461–529, pl. 49–56.
- L'argent en banque, une introduction illustrée à la collection d'argent de la Hongkong and Shanghai Banking Corporation, Spink & Son Ltd., Londres, 1987.
- A Catalogue of Sycee in the British Museum, Chinese Silver Currency Lingots, c.1750–1933, British Museum Press, Londres 1992.
- (avec H. Wang, M. Cowell et S. Bowman, eds) Metallurgical Analysis of Chinese Coins au British Museum, British Museum Research Publication 152, 2005.
- (contributeur et coéditeur avec E. Errington ) Crossroads of Asia, Transformation in Image and Symbol in the Art of Ancient Afghanistan and Pakistan, Ancient India and Iran Trust, Cambridge, 1992.
- (co-éditeur avec H. Wang et K. Tanabe) Studies in Silk Road Coins and Culture, Papers in Honor of Professor Ikuo Hirayama on its 65th Birthday, Institute of Silk Road Studies, Kamakura, 1997
- « La fin de la monnaie grecque en Bactriane et en Inde et ses preuves pour le système de monnaie Kushan », dans R. Ashton et S.Hurter (eds) Studies in Greek Numismatics in Memory of Martin Jessop Price, Spink & Son Ltd., Londres, 1998, p. 83–98, planches 21–23.
- « Les premiers rois Kushan: nouvelles preuves pour la chronologie - Preuve de l'inscription de Rabatak de Kanishka I », dans M. Alram et DE Klimburg-Salter (eds) Coins, Art and Chronology, Essays on the pre-Islamic History of the Iranian Borderlands, Vienne 1999, p. 177–205.
- « Les pièces d'image de Bouddha de Kanishka I revisitées », dans Silk Road Art and Archaeology, Kamakura, vol. 6, 1999/2000, pp. 151–189.
- Monnaies indiennes anciennes de la collection Chand, Rarities Ltd et Musée des civilisations asiatiques, Singapour, 2003, p. X et 66
- « The Indian Coinage Tradition: Origins, Continuity and Change », dans Indian Institute of Research in Numismatic Studies, Nasik, 2005, p. 72
- (co-édité avec G.Herrmann ) After Alexander: Central Asia before Islam, Proceedings of the British Academy 133, Londres, 2007.
- (co-écrit avec MN Khan et E. Errington) Coins from Kashmir Smast - New Numismatic Evidence, Peshawar, 2008.
- Pièces magiques de Java, Bali et la péninsule malaise, 13e siècle au 20e siècle - Un catalogue basé sur la collection Raffles de breloques en forme de pièce de Java au British Museum, BM Press, Londres, 1999.
- (co-écrit avec R. Cribb) Eric Gill et Ditchling: The Workshop Tradition, Ditchling, 2007.
- Datant et localisant Mujatria et les deux Kharahostes, Journal of the Oriental Numismatics Society, 2015, p. 26-47